# Cartoon Network Too
Cartoon Network Too era un canale gestito dalla Turner Broadcasting System. Era il canale gemello di Cartoon Network e spesso trasmetteva vecchi programmi che in precedenza andavano in onda sulla rete principale. Cartoon Network Too ha iniziato le sue trasmissioni nel 2006 ed è stato chiuso il 1° aprile 2014.

## Storia

### 2006–2007: Lancio e primi anni
Il 24 aprile 2006, Cartoon Network Too è stato lanciato su Sky UK sul canale 622, in sostituzione della versione originale di Cartoon Network +1. È diventato disponibile anche su SCTV Digital quando il servizio è stato lanciato nello stesso anno, insieme a Cartoon Network e Boomerang. Il canale andava in onda dalle 3:00 alle 19:00 e originariamente era in time-sharing con Turner Classic Movies 2, di Turner Classic Movies.
Durante i suoi primi mesi, Cartoon Network Too trasmetteva principalmente vecchi programmi dal catalogo di Cartoon Network, come Il laboratorio di Dexter, Le Superchicche, Johnny Bravo, Wacky Races e Mucca e Pollo, insieme a programmi allora in onda sulla rete principale tra cui Ed, Edd & Eddy, I gemelli Cramp e Leone il cane fifone.
Dopo questo periodo, il canale passò al formato "Modern-Classics", trasmettendo molti programmi di Cartoon Network allora in onda insieme a programmi in onda su Boomerang e, occasionalmente, vecchi programmi.

### Introduzione del blocco Cartoonito
Nel settembre 2006 è stato lanciato il blocco di programmazione Cartoonito, trasmesso in nove fasce orarie di Cartoon Network Too dalle 6:00 alle 15:00. L'orario di trasmissione di Cartoon Network Too era rimasto dalle 3:00 alle 19:00, tuttavia la programmazione vera e propria di Cartoon Network Too andava in onda solo la mattina dalle 3:00 alle 6:00 e poi il pomeriggio dalle 15:00 alle 19:00, poiché le restanti fasce orarie erano dedicate alla programmazione di Cartoonito.

### 2007–2012: Rilancio e fusione con Toonami
Il 2 maggio 2007, Turner Broadcasting System annunciò che Cartoon Network Too sarebbe stato esteso a una fascia oraria completa di 24 ore a partire dal 24 maggio seguente e si sarebbe fuso con Toonami, prendendone il posto. Ciò avrebbe permesso al canale di iniziare a trasmettere su Virgin Media oltre che su Sky, nonché di consentire il lancio di un canale autonomo Cartoonito nella LCN originale del canale su Sky. Per preparare la fusione, agli spettatori furono date tre settimane di preavviso.
Il 23 maggio 2007, alle 19:00, la versione originale di Cartoon Network Too chiuse i battenti. Poi, nelle prime ore del 24 maggio 2007, alle 3:00 circa, Toonami terminò le sue trasmissioni e Cartoon Network Too fu spostato nella sua LCN, mentre il canale autonomo Cartoonito fu lanciato nello spazio originale di Cartoon Network Too, condiviso con Turner Classic Movies 2.
Nel giugno 2007, Cartoon Network Too è diventato disponibile su Top Up TV Anytime, un servizio di video on demand. Tuttavia, nel giugno 2009 è stato rimosso, ma Cartoon Network continua ancora ad essere accessibile sulla piattaforma. Nel giugno 2010, Cartoon Network Too è stato rimosso da SCTV Digital a seguito dell'amministrazione controllata di tale servizio.

### 2012–2014: Rilancio come canale incentrato sull'azione
Nel maggio 2012, il logo di Cartoon Network Too fu modificato in linea con quello principale di Cartoon Network, già aggiornato 2 anni prima, e la programmazione si rivolse a un pubblico più maschile, con una maggiore attenzione ai programmi d'azione e avventura come Ben 10 - Forza aliena e Star Wars: The Clone Wars. Il canale iniziò anche a essere chiamato verbalmente CN Too. Durante le ore notturne, solitamente dalle 00:00 alle 6:00, trasmetteva alcuni dei programmi originali e acquisiti meno noti di Cartoon Network (tra cui Skatoony).

### 2014: Chiusura
Il 1° aprile 2014, Cartoon Network Too è stato chiuso; l'ultimo programma in onda sul canale è stato un episodio di Skatoony, seguito da promo di ciò che era in onda su Cartoon Network al periodo e da un bumper che seguiva una clip di contenuti promozionali di Cartoon Network del 2007, che è stato mostrato incompleto quando Cartoon Network +1 è stato rilanciato nello spazio del canale.

## Palinsesto
- Adventure Time
- Arriva Yoghi
- Bakugan: Potenza Mechtanium
- The Batman
- Batman: The Brave and the Bold
- Ben 10
- Ben 10 - Forza aliena
- Ben 10: Ultimate Alien
- Best Ed
- Casper - Scuola di paura
- Polli Kung Fu
- Nome in codice: Kommando Nuovi Diavoli
- I gemelli Cramp
- Chowder - Scuola di cucina
- Leone il cane fifone
- Mucca e Pollo
- Da Boom Crew
- Dastardly e Muttley e le macchine volanti
- Il laboratorio di Dexter
- Duck Dodgers
- Ed, Edd & Eddy
- I Fantastici Quattro (serie animata 2006)
- Gli antenati
- Gli amici immaginari di casa Foster
- The Garfield Show
- Generator Rex
- Le tenebrose avventure di Billy e Mandy
- Hero 108
- La furia di Hong Kong
- Johnny Bravo
- Johnny Test
- Legion of Super Heroes (serie animata)
- Loonatics Unleashed
- The Looney Tunes Show
- Le meravigliose disavventure di Flapjack
- La Pantera Rosa & Co.
- Le Superchicche
- Regular Show
- Redakai: Alla conquista di Kairu
- Robotboy
- Scooby-Doo! Dove sei tu?
- The Scooby-Doo Show
- The Secret Saturdays
- Shaggy e Scooby-Doo (Trasferito su CITV dopo la chiusura di Cartoon Network Too)
- Skatoony
- Star Wars: The Clone Wars
- Storm Hawks
- I misteri di Silvestro e Titti
- Thundercats (serie animata 2011)
- Tom & Jerry
- Tom & Jerry Tales
- Top Cat
- Transformers: Prime
- Wacky Races
- Le nuove avventure di Scooby-Doo (Ora su Boomerang)
- Il mondo di Quest
- X-Men: Evolution
- Xiaolin Showdown

## Blocco

### Cartoonito

Logo del blocco

Nel settembre 2006 è stato lanciato il blocco di programmazione Cartoonito, trasmesso in nove fasce orarie di Cartoon Network Too dalle 6:00 alle 15:00. L'orario di trasmissione di Cartoon Network Too era rimasto dalle 3:00 alle 19:00, tuttavia la programmazione vera e propria di Cartoon Network Too andava in onda solo la mattina dalle 3:00 alle 6:00 e poi il pomeriggio dalle 15:00 alle 19:00, poiché le restanti fasce orarie erano dedicate alla programmazione di Cartoonito. Nel blocco venivano trasmessi programmi per bambini prescolari. Il blocco finì per inglobare il canale, diventando appunto un canale a sé stante dal 23 maggio 2007.

## Loghi

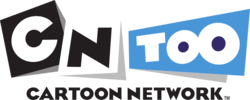
24 aprile 2006 - 14 maggio 2012
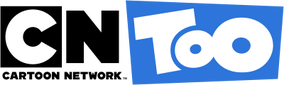
14 maggio 2012 - 1° aprile 2014